# Xã Almira, Michigan
Xã Almira (tiếng Anh: Almira Township) là một xã thuộc quận Benzie, tiểu bang Michigan, Hoa Kỳ. Năm 2010, dân số của xã này là 3.645 người.